# Kaiaf Forest Park
Der Kaiaf Forest Park ist ein Waldgebiet im westafrikanischen Staat Gambia.

## Topographie
Das ungefähr 400 Meter breite und 770 Meter lange Gebiet der Baumsavanne liegt in der Lower River Region, Distrikt Kiang East. Das kleine 26 Hektar große Gebiet liegt bei Kaiaf an der South Bank Road, Gambias wichtigster Fernstraße, rund neun Kilometer westlich von Soma.

## Flora und Fauna

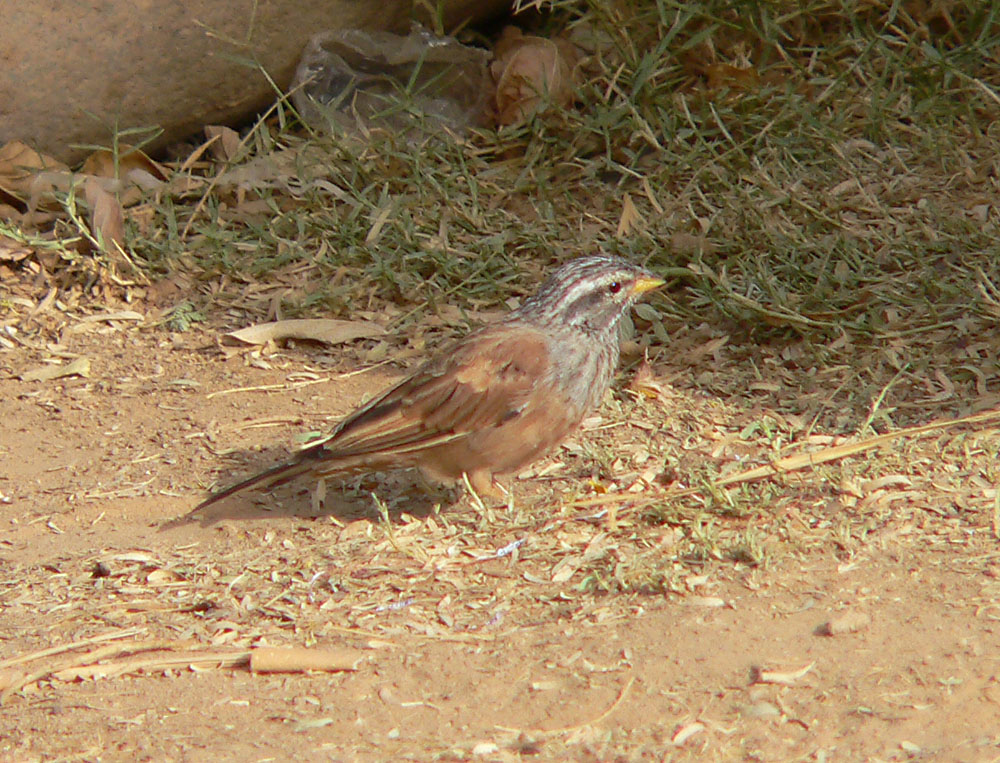
Hausammer (Emberiza striolata)

Gambias Vogelwelt ist umfangreich, im Kaiaf Forest Park wurde beispielsweise der Hausammer (Emberiza striolata) beobachtet.